# Montigny-en-Gohelle
Montigny-en-Gohelle es una comuna francesa situada en el departamento de Paso de Calais, en la región de Alta Francia.

## Demografía
| 8787 | 8908 | 9232 | 11 140 | 10 629 | 10 558 | 10 086 |
| Para los censos de 1962 a 1999 la población legal corresponde a la población sin duplicidades (Fuente: INSEE [Consultar]) |      |      |        |        |        |        |